# Кучерский, Николай Иванович
Кучерский Николай Иванович (21 июля 1937, Мелитополь, Украинская ССР, СССР — 13 декабря 2018, Московская область, Российская Федерация) — узбекский хозяйственный деятель, генеральный директор Навоийского горно-металлургического комбината с 1985 по 2008 год, работал в НГМК с 1961 года. Герой Узбекистана (1996).

## Биография
Николай Кучерский родился 21 июля 1937 года в Мелитополе. В 1961 году окончил Днепропетровский горный институт по специальности горный инженер. Трудовую деятельность начал в 1961 году в Учкудуке горным мастером, работал начальником участка, начальником карьера, главным инженером, затем директором Центрального рудоуправления.
Вся трудовая деятельность Н.Кучерского была связана с урано и золотодобывающей промышленностью Узбекистана.
В 1985 году он был назначен генеральным директором Навоийского горно-металлургического комбината.
Н.Кучерский — доктор технических наук, заслуженный инженер Узбекистана, почетный профессор Навоийского государственного горного института и Ташкентского института по проектированию, строительству и эксплуатации автомобильных дорог — проводил большую научно-исследовательскую работу.
Н.Кучерский избирался депутатом Олий Мажлиса, был членом Сената Олий Мажлиса Республики Узбекистан.
Скончался 13 декабря 2018 года в одной из клиник Подмосковья. Похоронен в Москве на Хованском кладбище.

## Награды
- Герой Узбекистана (26 августа 1996 года) — за большой вклад в укрепление независимости страны, углубление экономических реформ, народное здравоохранение, а также за героический труд в производственных отраслях[2].
- Орден «Уважаемому народом и Родиной» (25 августа 2000 года) — за выдающийся вклад в повышение экономической мощи нашего государства, национальной духовности нашего народа, активную общественную деятельность, трудолюбие и патриотизм, снискавшие им уважение и признание общественности[3].
- Орден «За бескорыстную службу» (20 июля 2007 года) — за многолетний и плодотворный труд в деле развития горно-металлургической промышленности нашей страны, выдающийся вклад в укрепление экономического потенциала республики, а также активное участие в общественно-политической жизни[4].
- Орден «Дружба» (25 августа 1994 года) — за самоотверженный труд, личный вклад в дело укрепления дружбы и взаимопонимания между представителями всех наций и народностей, населяющих Узбекистан[5].
- Орден князя Ярослава Мудрого V степени (17 июля 2007 года, Украина) — за выдающийся личный вклад в развитие украинско-узбекских отношений, плодотворную общественную деятельность и по случаю 70-летия со дня рождения[6].
- Орден «За заслуги» III степени (16 декабря 2002 года, Украина) — за весомый личный вклад в развитие экономического и культурно-образовательного сотрудничества между Украиной и Республикой Узбекистан[7].
- Орден Октябрьской Революции (1983 год).
- Орден Трудового Красного Знамени (1970 год).
- Орден «Знак Почёта» (1966 год).
- Две Государственные премии СССР (1980 год и 1987 год).